# Pus

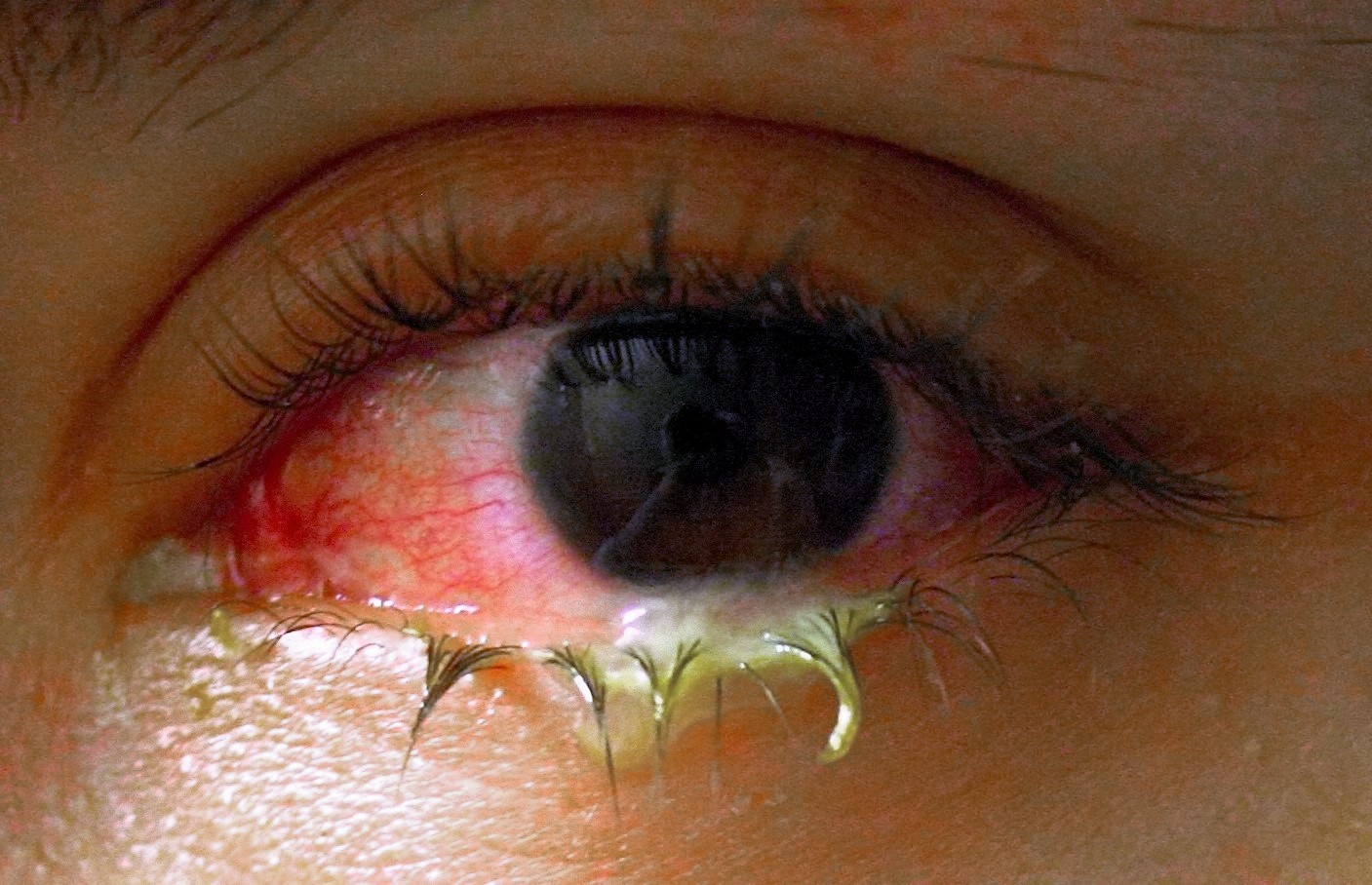
Olho com conjuntivite excretando pus em virtude do processo infeccioso.

Pus é uma secreção de cor amarelada, ou amarelo-esverdeada, frequentemente malcheirosa, produzida em consequência de um processo de infecção bacteriana extracelular e constituída por glóbulos brancos em processo de degeneração, sangue, bactérias, proteínas, e elementos orgânicos.
O excesso de pus pode levar a sérias consequências, como a formação de fístulas, abscessos entre outros.
Quando ocorre seu aparecimento, há indicação de que algo entrou no organismo e o sistema linfático acionou os glóbulos brancos, um dos sistemas de defesa do organismo para proteger e defender-nos dos seres vivos invasores, normalmente microscópicos.
No livro Tratado de cirurgia dermatológica, cosmiatria e laser há a seguinte citação histórica sobre o pus:
«Em 400 a.C. Hipócrates pregava a assepsia das feridas usando vinagre e, após esse período, somente no século XIX Joseph Lister estabeleceu a associação entre pus e infecção na ferida. Antes o pus era considerado parte integrante do processo de cicatrização.»
Apesar da mais comum coloração, é perfeitamente possível serem observadas coleções purulentas com outras colorações. Pus azulado é encontrado em infecções por Pseudomonas æruginosa como resultado do pigmento bacteriano piocianina que tal micro-organismo produz; abscessos amebianos hepáticos por sua vez produzem pus de coloração acastanhada, quando o pus é liberado em consequência de feridas inflamadas ou em algumas doenças de pele, como por exemplo, o furúnculo.